# Pegantha punctata
Pegantha punctata är en nässeldjursart som först beskrevs av Jean René Constant Quoy och Joseph Paul Gaimard 1824.  Pegantha punctata ingår i släktet Pegantha och familjen Solmarisidae. Inga underarter finns listade i Catalogue of Life.